# عروس سرسخت
عروس سرسخت (انگلیسی: Bride Hard) یک فیلم کمدی اکشن آمریکایی محصول سال ۲۰۲۵ به کارگردانی سایمون وست و نویسندگی شاینا استاینبرگ است. در این فیلم ربل ویلسون نقش یک مأمور مخفی را بازی می‌کند که به عنوان خدمتکار عروسی مجلل بهترین دوست دوران کودکی‌اش که توسط مزدوران گروگان گرفته می‌شود، از آنها محافظت می‌کند. در این فیلم آنا کمپ، جاستین هارتلی، آنا کلامسکی، استیون درف، جیجی زومبادو دیواین جوی رندالف نیز ایفای نقش می‌کنند.

## داستان
هنگامی که یک گروه مزدور به یک عروسی مجلل را گروگان می‌گیرند، آنها نمی‌دانند که در چه مهلکه‌ای هستند زیرا یکی از مهمانان افتخاری در واقع یک مأمور مخفی آماده است تا بر هر کسی که عروسی بهترین دوستش را خراب کند آتش جهنمی ببارد…

## ساخت
فیلمبرداری اصلی در ژوئیه ۲۰۲۳ در ساوانا، جورجیا آغاز شد و در ماه اوت به پایان رسید.

## بازخوردها
- در وب‌سایت جمع‌آوری نقد و بررسی راتن تومیتوز این فیلم دارای ۳۶ درصد محبوبیت است.
- در متاکریتیک، که از میانگین وزنی استفاده می‌کند، بر اساس نظرات ۱۳ منتقد، امتیاز ۲۳ از ۱۰۰ را به فیلم اختصاص داده است که نشان‌دهنده نقدهای "به‌طورکلی نامطلوب" است.
- مخاطبانی که توسط سینماسکور مورد نظرسنجی قرار گرفتند، به فیلم امتیاز متوسط "B-" در مقیاس A+ تا F دادند.[۶]